# Vlaams Belang Jongeren
Vlaams Belang Jongeren (VBJ) est la section jeunesse du parti politique flamand d’extrême droite Vlaams Belang. Jusqu’à la condamnation de son parti-mère Vlaams Blok en 2004, l’organisation portait le nom de Vlaams Blok Jongeren. La présidente actuelle du VBJ est Mercina Claesen. Tom Van Grieken, président actuel du Vlaams Belang, a également été président des Vlaams Belang Jongeren.
Les Vlaams Belang Jongeren se donnent pour mission de rassembler des « jeunes militants et socialement conscients » qui s’engagent en faveur du nationalisme flamand et programme politique du Vlaams Belang. L’organisation se qualifie de « consciente du peuple » et affirme promouvoir les normes et valeurs européennes « en tant qu’avant-garde principielle des dirigeants de demain ».